# Смерть Богдана Хмельницького (Шевченко)
Смерть Богдана Хмельницького — малюнок Тараса Шевченка, виконаний ним у 1836—1837 роках у Санкт-Петербурзі. Розмір 30,8 × 45,1. На звороті олівцем рукою Дениса Залєського, сина Богдана Залєського, напис польською мовою:
| Смерть гетьмана Богдана Хмельницького роботи Тараса Шевченка. В томі 4-му творів Богдана Залєського, стор. 104, є згадка автора про цей малюнок: «Блаженной пам'яті Костянтин Свідзінський за кілька днів перед смертю прислав мені також приємний спомин про Шевченка: оригінальну акварель смерті Богдана Хмельницького та ескіз олівцем козацького бенкету» Оригінальний текст (пол.) Śmierć Hetmana Bohdana Chmielnickiego przez Tarasa Szewczenka. W tomie 4ym pism Bohdana Zaleskiego, strona 104, znajduje się wzmianka określiona przez autora otym obrazie: „Ś. p. Konstanty Świdziński na kilka dni przed skonem przysłał mi takoż miły upominek po Szewczence: oryginalną akwarellę śmierci Bohdana Chmielnickiego і szkic ołówkiem godów Kozackich“ |

На малюнку зображено момент передачі вмираючим Богданом Хмельницьким гетьманської булави своєму синові Юрію. Зміст і деталі малюнка відповідають опису цієї події у відомій на той час Шевченкові історичній літературі і народній думі про смерть Хмельницького.
Датується на підставі порівняння з малюнками Шевченка доакадемічного періоду на теми з історії стародавнього світу.
Малюнок зберігається в Національному музеї Тараса Шевченка. Попередні місця збереження: власність К. Свідзінського, Богдана Залєського, Д. Залєського, збірка Оссолінських у Львові, Львівський філіал Бібліотеки АН УРСР, Центральний музей Т. Г. Шевченка.
1939 року експонувався на Республіканській ювілейній шевченківській виставці в Києві (Каталог, № 86).